# Cerkiew Ikony Matki Bożej „Miłująca” w Petersburgu
Cerkiew Ikony Matki Bożej „Miłująca” – prawosławna cerkiew w Petersburgu, na Wyspie Wasilewskiej, w eparchii petersburskiej.
W 1887 parafia Trójcy Świętej w petersburskiej dzielnicy Gawań (dosł. przystań) podjęła decyzję o budowie filialnej świątyni. O wzniesienie nowej cerkwi w dzielnicy, liczącej 15 tysięcy mieszkańców, apelował już w 1866 metropolita petersburski Izydor, zaś rada miejsca w 1867 wydzieliła działkę pod budowę cerkwi św. Mikołaja. Na potrzeby budowy świątyni prywatną dotację w wysokości 25 tys. rubli przekazał car Rosji. W 1888 na miejscu przyszłej cerkwi wzniesiono tymczasową drewnianą kaplicę, w której wystawiono kopię ikony Matki Bożej „Godne Jest” (Miłującej), przyszłej patronki cerkwi.
Projekt budynku, w stylu bizantyjskim, wykonali Wasilij Kosiakow i Dmitrij Prussak. Ich projekt mógł być następnie inspiracją m.in. dla architektów soboru św. Aleksandra Newskiego w Nowonikołajewsku. Koncepcje zawarte w projekcie cerkwi Ikony Matki Bożej „Miłująca” Wasilij Kosiakow wykorzystał także projektując sobór św. Mikołaja w Kronsztadzie. 29 maja 1889 kamień węgielny pod budowę świątyni położył biskup ładoski Mitrofan.
Do 1892 ukończono pierwszy etap prac budowlanych. Dalsze działania zahamował brak środków finansowych; wznoszenie cerkwi udało się zakończyć dzięki osobistemu wsparciu oberprokuratora Świątobliwego Synodu Rządzącego Konstantina Pobiedonoscewa, któremu zależało na budowie obiektu sakralnego w dzielnicy robotniczej, jaką była Gawań. 12 czerwca 1894 niedokończony budynek zwieńczono krzyżem, zaś 15 grudnia 1896 biskup gdowski Nazariusz wyświęcił boczny ołtarz św. Andrzeja z Krety, wzniesiony ku pamięci ocalenia cara Aleksandra III z zamachu na pociąg carski na stacji kolejowej Borki k. Charkowa. Poświęcenie głównego ołtarza cerkwi przeprowadził 25 października 1898 biskup jamburski Beniamin, w obecności ks. Iwana Siergijewa. Dwa lata później poświęcony został drugi ołtarz boczny Świętych Sergiusza z Radoneża i Teodozjusza Czernihowskiego. Jeszcze do 1903 trwały prace przy pokrywaniu złotem kopuł cerkwi. Świątynia była przeznaczona do równoczesnego udziału w nabożeństwie 1800 osób, a zatem przewyższała rozmiarami cerkiew Świętej Trójcy, której filią pozostawała oficjalnie do 1923.
Jednorzędowy ikonostas w cerkwi był dziełem grupy moskiewskich artystów i pracowników pracowni P. Abrosimowa. Wchodzące w jego skład ikony naśladowały stylistykę wizerunków świętych powstających w pracowniach monasterów Athosu. W 1903 do świątyni przekazane zostały ikony Matki Bożej „Godne Jest” oraz Serafina z Sarowa poświęcone na relikwiach tego ostatniego. Część wyposażenia obiektu (krzyż, ikony z XVIII w.) przeniesiono do niej z cerkwi Trójcy Świętej.
Cerkiew pełniła funkcje liturgiczne do 1932, gdy została odebrana Rosyjskiemu Kościołowi Prawosławnemu, a następnie zaadaptowana do celów kształcenia marynarzy okrętów podwodnych. Pod główną kopułą zlokalizowano komorę ciśnieniową.
Po upadku ZSRR kwestia zwrotu obiektu na cele kultu była wielokrotnie podejmowana. W 2009 rosyjskie Ministerstwo Obrony po raz kolejny odmówiło przekazania cerkwi Kościołowi, zaś oddział bezpośrednio użytkujący budynek stwierdził, że byłoby to możliwe, gdyby Rosyjski Kościół Prawosławny sfinansował wzniesienie nowego obiektu szkoleniowego mogącego spełniać te same funkcje co cerkiew. Mimo tego od 2006 świątynia była formalnie siedzibą parafii. Do 2012 właścicielem obiektu nadal była jednostka wojskowa, nabożeństwa odbywały się jedynie w wydzielonej części budynku. Ministerstwo Obrony Federacji Rosyjskiej zwróciło cerkiew pierwotnym właścicielom w grudniu 2012.